# 胡壽宏
胡壽宏（1922年6月9日—2016年1月10日），江蘇漣水人，中華民國空軍砲兵上兵退伍，慈善家，在2010年開始陸續捐助榮民遺孤。

## 生平
胡壽宏出生於江蘇省漣水縣，在家鄉結婚，生一子一女。
1938年，胡壽宏入伍，到1956年以空軍砲兵上兵退役後任職於榮工處、公路局及新竹市培英國中，於1983年退休。退休後，他自己獨居在新竹縣新埔鎮不到十坪的租屋處，每月靠新臺幣一萬三千多元的就養金過活，個性節儉，食量也少，連電視故障都不願花錢修理，以聽廣播打發時間。
1990年代，胡壽宏返鄉探視，被未曾見面的子孫索錢，讓他心寒，因此決定將積蓄捐出。2010年，他受陳樹菊善行感召，自行搭公車到榮民服務處捐出新臺幣一百萬元給榮民遺孤。其後，新竹榮民服務處安排他進住新竹榮家。2011年，他再將股票所得的新臺幣五百萬元全數捐出，被新竹榮服處的員工勸止，但他堅持捐款，說明自己書念得少，又隻身在台，不忍榮民同袍和子女因學歷不高找不到好工作。
2012年元旦，時任中華民國總統的馬英九祝詞中特別提及胡壽宏捐出畢生積蓄。同年，退輔會統計，近年一次性捐款逾百萬元者除胡壽宏外，還有尹殿甲、陳永成、洪中海、樊恩溥、孫天文、王金儀、蕭鴻濤、湯松元（遺眷代捐）、許覺民與妻子袁品南、熊漢雲、樊桃福、傅豐年、張國英、張生元、王品珙、華體忠、呂振誠、胡偉、彭大計等榮民。
自2010年以降的六年，胡壽宏認養約50名學子，每人每月補助三千元助學費。有的學生並不知捐贈者的人是胡壽宏，直到新竹榮服舉辦相見歡活動才知。
2015年，胡壽宏因染上肺炎，轉至新竹榮民醫院，病情持續惡化，於2016年1月10日過世。追思會有10多名受其捐贈的學子到場作孝孫，從小學生到大學生都有。這些榮民遺孤，不僅為他製作感恩短片，也在生前輪流到醫院照顧。他們一邊啜泣一同覆蓋國民黨黨旗，無法出席的也寫卡片悼念。還有學生從高雄來不及趕上追思會，哭著詢問埋葬處，以日後到墳前感謝。
新竹榮服處長李少民表示胡壽宏捐助六百萬元的遺孤認養金已用盡，被認養的遺孤從2011年的83名減少到75人，捐款者也從113人降到86人，獲補助的榮民遺孤越來越少，呼籲踴躍捐款。

## 外部連結
- 新竹榮民之家對胡壽宏的追思文